# Mohamed Abdullahi Mohamed
Mohamed Abdullahi Mohamed (Farmajo) (født 1962) er en somalisk diplomat og politiker. Han var præsident i Somalia fra  8. februar 2017 til 15. maj 2022. Han var Somalias premierminister i seks måneder fra november 2010 til juni 2011. Mohamed er grundlægger og leder af partiet Tayo siden 2012.

## Biografi
Mohamed blev født i 1962 i Mogadishu, Somalia. Han er fra Geedo-regionen i den sydlige del af Somalia.